# Assedio di Faenza
L'assedio di Faenza avvenne tra il novembre del 1500 e l'aprile dl 1501 e vide contrapposte le truppe pontificie alla città di  Faenza, che inflisse una pesante sconfitta a Cesare Borgia.

## Contesto e battaglia
Dal 1499 il duca Valentino intraprese una serie di campagne militari, con il benestare del padre Papa Alessandro VI, volte a riconquistare per la Santa Sede i territori pontifici che di fatto erano indipendenti, oltre che crearsi un principato nella Romagna. Con l'appoggio dei mercenari guasconi e francesi, Borgia vinse l'assedio di Forlì, e ben presto si arresero anche Pesaro e Rimini.
La città di Faenza costituiva un ostacolo per giungere nel cuore della Romagna, inoltre i faentini erano ostili al controllo papale, così nel novembre del 1500 Borgia cinse d'assedio la città. Faenza resistette per sei mesi ai cannoni franco-pontifici, finché gli assedianti non furono costretti a rinunciare alla conquista.
Francesco Guicciardini dedica alla battaglia alcuni paragrafi nella sua Storia d'Italia, nella quale descrive l'eroica resistenza dei faentini e la disperazione del Borgia al termine della battaglia.
Le campagne militari continuarono e la città venne poi conquistata sul finire del 1501 e annessa ai territori dello Stato Pontificio.